# Звёздные войны. Эпизод III: Месть ситхов
«Звёздные во́йны. Эпизо́д III: Месть си́тхов» (англ. Star Wars. Episode III: Revenge of the Sith) — американская эпическая космическая опера 2005 года, шестой полнометражный фильм, снятый режиссёром и сценаристом Джорджем Лукасом, который также был исполнительным продюсером. Фильм является продолжением фильмов «Скрытая угроза» (1999) и «Звёздные войны. Эпизод II: Атака клонов» (2002). Это шестой фильм из серии «Звёздные войны», третья часть трилогии приквелов «Звёздных войн» и третья хронологическая глава «Саги о Скайуокере». В фильме снимались Юэн Макгрегор, Натали Портман, Хейден Кристенсен, Иан Макдермид, Сэмюэл Л. Джексон, Кристофер Ли, Энтони Дэниелс, Кенни Бейкер и Фрэнк Оз.
Действие фильма происходит через три года после начала Войн клонов, как это показано в Атаке клонов. Джедаи рассредоточены по всей галактике и ведут полномасштабную войну против сепаратистов. Совет джедаев отправляет мастера-джедая Оби-Вана Кеноби с миссией победить генерала Гривуса, главу сепаратистской армии и бывшего ученика графа Дуку, чтобы положить конец войне. Тем временем, после видения своей жены Падме Амидалы, умирающей при родах, рыцарь-джедай Энакин Скайуокер получает от Совета задание шпионить за Палпатином, верховным канцлером Галактической Республики и, тайно, Тёмным лордом ситхов Дартом Сидиусом. Сидиус манипулирует Энакином, заставляя его перейти на тёмную сторону Силы и стать его учеником Дартом Вейдером, что имеет далеко идущие последствия для галактики.
Лукас начал писать сценарий до того, как закончилось производство Атаки клонов, сославшись на то, что он хотел, чтобы конец трилогии имел аспекты, похожие на романтическую трагедию, тем самым вписываясь в состояние Дарта Вейдера в начале следующего фильма. Производство Мести ситхов началось в июне 2003 года, съёмки проходили в Австралии, а также в Таиланде, Швейцарии, Китае, Италии и Великобритании.
Премьера фильма состоялась 15 мая 2005 года на Каннском кинофестивале, а затем вышла в мировой прокат 19 мая 2005 года. Фильм получил в целом положительные отзывы критиков, большинство из которых назвали его лучшим фильмом трилогии. За первую неделю он побил несколько рекордов кассовых сборов и заработал 868,4 миллиона долларов по всему миру, что сделало его вторым по прибылям фильмом во франшизе «Звёздных войн» на тот момент. Это был самый кассовый фильм США и вторым кассовым фильмом 2005 года. Он также является рекордсменом по самым кассовым сборам в день открытия в четверг, составив 50 миллионов долларов. Это также последний фильм «Звёздных войн», который будет распространяться компанией 20th Century Studios, хотя Disney также приобретёт его через шесть лет после приобретения Lucasfilm.
Премьера мини-сериала под названием «Оби-Ван Кеноби», действие которого происходит через десять лет после событий фильма, состоялась 27 мая 2022 года на Disney+, где Юэн МакГрегор и Хейден Кристенсен повторяют свои роли из фильма.

## Сюжет
Война! Республика содрогается под ударами беспощадного повелителя ситхов графа Дуку. Герои сражаются под знамёнами каждой из сторон. Кольцо зла сомкнулось.
Дерзкая операция генерала Гривуса увенчалась успехом: ворвавшись в столицу Республики, дроиды захватили канцлера Палпатина, главу Галактического сената.
Пока армия дроидов Конфедерации пытается отступить из осаждённой столицы с бесценным заложником, два рыцаря-джедая предпринимают отчаянную попытку освободить канцлера из плена…
Оригинальный текст (англ.)War! The Republic is crumbling under attacks by the ruthless Sith Lord, Count Dooku. There are heroes on both sides. Evil is everywhere.

In a stunning move, the fiendish droid leader, General Grievous, has swept into the Republic capital and kidnapped Chancellor Palpatine, leader of the Galactic Senate.

As the Separatist Droid Army attempts to flee the besieged capital with their valuable hostage, two Jedi Knights lead a desperate mission to rescue the captive Chancellor....
— Вступление
Спустя три года после Битвы на Джеонозисе, галактика находится в состоянии гражданской войны. Во время сражения у столицы Галактической Республики — планеты Корусант, рыцари-джедаи Оби-Ван Кеноби и Энакин Скайуокер направлены на миссию по спасению верховного канцлера Шива Палпатина, похищенного генералом-киборгом Гривусом, военным лидером сепаратистов. Проникнув на флагман Гривуса «Незримая Длань», джедаи вступают в бой с графом Дуку. В конце концов, Энакин одолевает ситха и, по требованию канцлера, убивает.
Позже Генерал Гривус захватывает Кеноби, Скайуокера и Палпатина, но тем удаётся освободиться при помощи R2-D2. Гривус покидает гибнущий звездолёт, а джедаи совершают аварийную посадку на планету. Энакин встречает жену, Падме Амидалу, и узнаёт, что она беременна. Вначале обрадовавшись, затем Энакин вспоминает о пророческом видении, в котором Падме умирает при родах и его страх перед будущим усиливается.
Палпатин назначает Энакина Скайуокера своим представителем в Совете джедаев, однако Совет не только не присваивает ему звание магистра, но и требует шпионить за Палпатином. Это вызывает у джедая злость и подрывает его доверие к Совету. Канцлер искушает Энакина тайным знанием тёмной стороны, позволяющим спасать любимых от смерти, рассказав трагедию Дарта Плэгаса Мудрого. В это время Оби-Ван отправляется на планету Утапау, где находит и уничтожает генерала Гривуса, а магистр Йода летит на Кашиик, чтобы организовать оборону родной планеты вуки от вторжения сепаратистов. Склоняя Энакина на Тёмную сторону, Палпатин раскрывает джедаю своё альтер эго: он является тёмным лордом ситхов Дартом Сидиусом, который с самого начала руководил обоими сторонами конфликта. Сидиус убеждает Скайуокера, что обладает знанием, как спасти Падме. Энакин сообщает об истинной личности Палпатина Мейсу Винду. Мейс, Кит Фисто, Сэси Тийн и Аген Колар выдвигаются для ареста канцлера, а Энакин по их приказу остаётся в Храме. Палпатин оказывает сопротивление и убивает спутников Винду, после чего Мейс почти побеждает ситха, отразив разряды молний ему в лицо и, таким образом, обезобразив, но внезапно прибывший Энакин вмешивается в поединок и отрубает магистру руку, а Дарт Сидиус наносит ему удар молниями, выбрасывая из окна небоскрёба.
Энакин покоряется Сидиусу, который нарекает его Дартом Вейдером. Затем, как верховный канцлер, Сидиус вводит в действие Приказ 66: солдаты-клоны должны убить своих командиров-джедаев. Дарт Вейдер во главе 501-го легиона клонов отправляется в Храм джедаев, чтобы уничтожить всех его обитателей. Успешно выполнив эту миссию, Вейдер отправляется на встречу с сепаратистами на вулканической планете Мустафар, где также всех убивает. Тем временем Палпатин выступает на заседании Галактического сената, где обвиняет орден джедаев в попытке своего убийства и захвата власти в галактике, а так же объявляет о преобразовании Галактической Республики в Первую Галактическую Империю и провозглашает себя императором с пожизненным сроком власти. Избежавшие смерти от рук солдат-клонов Оби-Ван и Йода возвращаются на Корусант и узнают о предательстве Энакина Скайуокера.
Не сумев убедить Падме в переходе Энакина на Тёмную сторону, Оби-Ван прячется на её яхте. Падме летит на Мустафар и умоляет Вейдера вернуться на светлую сторону. Тот отказывается, а увидев появившегося из укрытия Оби-Вана, решает, что Падме предала его и нарочно привезла к нему джедая и в гневе душит жену до бессознательного состояния. Оби-Ван сходится с Вейдером в поединке и побеждает его, лишив обеих ног, левой руки и забрав его меч. Умирающий Вейдер остаётся на берегу лавовой реки и загорается от её жара. В это время на Корусанте в здании сената Йода сражается с Палпатином, но ни один из противников не может взять верх, и Йода скрывается в тоннелях, а затем вместе с Бейлом Органой улетает с планеты. Палпатин, чувствуя, что его ученик в опасности, летит на Мустафар.
Оби-Ван встречается с Йодой. У Падме рождаются близнецы, которым она даёт имена Люк и Лея, а затем умирает, всё ещё веря, что в Энакине есть добро. Тело Падме отвозят на её родную планету, где и хоронят с накладным животом, делая вид, что она умерла беременной. Прибыв на Мустафар, Палпатин находит едва живого Вейдера и доставляет его в медицинский центр, где для него создают костюм с системой жизнеобеспечения. Палпатин сообщает своему ученику, что он якобы убил Падме в порыве гнева. Тем временем Йода и Бейл Органа решают скрыть от ситхов детей, считая их единственной надеждой Галактики на освобождение. Йода отправляется в добровольное изгнание на Дагобу, а Вейдер и Император продолжают строительство «Звезды Смерти», начатое ещё сепаратистами. Бейл Органа удочеряет Лею и забирает её на Альдераан, Оби-Ван берёт Люка и отдаёт его в семью Оуэна и Беру Ларс на Татуине, поселяясь рядом в ожидании момента, когда придёт время выступить против Империи.

## Актёры
- Хейден Кристенсен в роли Энакина Скайуокера / Дарта Вейдера: ставший в ходе войны рыцарем-джедаем и генералом Галактической Республики, бывший падаван Оби-Вана Кеноби. После того, как он узнаёт, что его жена беременна, к нему начинают приходить видения, в которых он видит её смерть во время родов. Энакин клянётся себе, что предотвратит это любым возможным способом.
- Натали Портман в роли Падме Амидалы: тайная жена Энакина; недавно забеременела. Как сенатор Набу, она внимательно следит за растущей властью канцлера Палпатина. Умерла после родов.
- Юэн Макгрегор в роли Оби-Вана Кеноби: генерал Галактической Республики и мастер-джедай, занимающий место в совете джедаев. Он также путешествует и выполняет поручения с его другом и бывшим падаваном Энакином Скайуокером.
- Иэн Макдермид в роли Шива Палпатина / Дарта Сидиуса: как канцлер Галактической Республики, Палпатин отдаёт приказ начать Войны клонов против сепаратистов. Сенат даёт канцлеру всё больше и больше власти. Совет джедаев с недоверием наблюдает за ним, также как и он за ними, доверяя только Энакину Скайуокеру.
- Сэмюэл Л. Джексон в роли Мейса Винду: мастер-джедай, глава Совета ордена джедаев, умелый дипломат, опытный воин и генерал в Войнах клонов. Убит Палпатином.
- Кристофер Ли в роли графа Дуку / Дарта Тирануса: ученик Дарта Сидиуса, бывший ученик Йоды, лидер сепаратистов и начальник генерала Гривуса. Убит Энакином.
- Энтони Дэниелс в роли C-3PO: персональный дроид Падме.
- Кенни Бейкер в роли R2-D2: астродроид Энакина, который путешествует вместе с ним в его миссиях.
- Питер Мейхью в роли Чубакки: один из вуки, дружащих с Йодой; принял активное участие в битве за Кашиик.
- Джимми Смитс в роли Бейла Органы: сенатор Галактической Республики и сторонник джедаев, которые пострадали от канцлера Палпатина.
- Темуэра Моррисон в роли командира Коуди и других клонов: Коуди и другие клоны — солдаты армии Республики. Они клоны охотника за головами Джанго Фетта.
- Джоэл Эдгертон в роли Оуэна Ларса: сводный брат Энакина Скайуокера.
- Бонни Писс в роли Беру Ларс: супруга Оуэна Ларса.
- Силас Карсон в роли Ки-Ади-Мунди: мастер-джедай, член Совета джедаев. Гибнет в результате «приказа 66».
- Уэйн Пиграм в роли Уилхаффа Таркина.
- Фрэнк Оз озвучил Йоду: мастер-джедай (магистр), мудрый член совета джедаев. Йоде уже около 900 лет. Он друг и учитель для многих джедаев. Он играет главную роль в битве за Кашиик.
- Мэттью Вуд озвучил генерала Гривуса: генерал армии дроидов. Служит графу Дуку и Дарту Сидиусу. Убит Оби-Ваном Кеноби.

В конце фильма по задумке Джорджа Лукаса Квай-Гон Джинн учит Йоду и Оби-Вана Кеноби, как общаться с людьми после смерти. Этот эпизод был снят, но в итоге Лукас вырезал его из фильма.
Джеймс Эрл Джонс, возможно, озвучил Дарта Вейдера в заключительных сценах фильма, но в титрах он не указан, а сам актёр однозначно не подтвердил эту информацию.
В роли новорождённых Люка Скайуокера и Леи Органы был снят сын редактора фильма Роджера Бартона.
Первоначально для озвучки Гривуса приглашали Гэри Олдмена, который даже согласился. Но узнав о том, что контракт противоречит правилам Гильдии актёров, в которой он состоит, он вынужден был отказаться.

### Камео, непрофессиональные актёры и т.д.
Джордж Лукас появляется в сцене во время оперы на Корусанте как синелицый барон Папаноида. Это первое появление Лукаса в саге. Его трое детей также сыграли камео: его сын, Джетт, стал Зеттом Джукассой, погибающим джедаем, который защищает Храм Джедаев от клонов; его дочь, Аманда, персонаж Терр Танеел, можно увидеть на голограмме системы безопасности; дочь Кэти, синекожая Чи Икуэй, которую можно увидеть, когда Палпатин, спасённый джедаями, приходит в Сенат.
Когда Энакин, Оби-Ван и Палпатин прибывают на шаттле в доки Сената, на заднем плане можно заметить звездолёт «Сокол тысячелетия», приземляющийся на одну из платформ.
Ник Гиллард, постановщик трюков, сыграл джедая Цина Драллига, а Джереми Буллок (Боба Фетт в оригинальной трилогии) сыграл роль капитана Колтона.

## Выпуск
Премьера «Мести ситхов» прошла на 58-м Каннском кинофестивале 15 мая 2005 года. В других странах выпуск состоялся 19 мая, через шесть лет после выхода «Скрытой угрозы». Экономика США потеряла 627 миллионов долларов из-за того, что большинство рабочих взяло отпуск или больничный, чтобы посмотреть этот фильм. Копия «Мести ситхов» в сетях P2P оказалась в сети через час после премьеры фильма в кинотеатрах.
«Месть ситхов» — первый фильм в саге, получивший рейтинг PG-13 от организации MPAA, официально за «насилие и некоторые изображения жестокости» (имелись в виду муки Вейдера в огне).

### DVD выпуск
«Месть ситхов» был выпущен на DVD 1 ноября 2005 в США и Канаде на двух дисках. В отличие от прочих DVD-выпусков, в которых Лукас больше старался сделать DVD-фильм отличающимся от того, что показывали в кинотеатрах, «Месть ситхов» на DVD практически не отличалась от прокатной версии. «Месть ситхов» стал первым фильмом в саге, который не выходил в формате VHS (видеокассета) в США.
DVD включает несколько фильмов, рассказывающих о пророчестве насчёт Энакина и о создании трюков. Также на диске есть несколько роликов о съёмках фильма. Как и другие DVD-выпуски, «Месть ситхов» содержит комментарии Джорджа Лукаса, Рика Маккаллума, Роба Колмана, Джона Нолла и Роджера Гайетта, шесть вырезанных сцен со вступлениями Джорджа Лукаса и Рика Маккаллума. Игровая демоверсия Xbox игры Star Wars: Battlefront II и рекламный ролик PC игры Star Wars: Empire at War уместились на втором диске.
DVD содержит пасхальное яйцо — видеоклип, демонстрирующий хип-хоп в исполнении Йоды.

## Съёмки
В 1973 году Джордж Лукас написал весь сюжет саги в форме краткого наброска. Позже он сказал, что во время создания концепции саги он не обращал внимания на детализацию событий — только на главные поворотные моменты серии. По словам Лукаса, данный эпизод, прежде всего, «история о том, как и почему хороший человек постепенно превращается в плохого». В 2003 году он переписал свои записи, описывающие события Эпизода III, в сценарий; позже драматург Том Стоппард отредактировал сценарий и улучшил диалоги. Пока шли съёмки, фанаты долго обсуждали название будущего фильма; самыми популярными вариантами были «Восстание Империи», «Скрывающийся страх» и «Рождение Империи». В конечном счёте, одно из предполагаемых названий — «Месть ситхов» — стало официальным.
После того, как был принят ранний вариант сценария, художники приступили к продумыванию различных путей создания эффектов и сцен, которые должны были появиться в фильме. Для создания Кашиика художники использовали некоторые идеи из телевизионной серии Звёздных войн «The Star Wars Holiday Special», вышедшей в 1978 году. В течение нескольких месяцев Лукас просматривал сотни дизайн-проектов, которые могли попасть в фильм. Позже он перепишет целые сцены и эпизоды действия, чтобы использовать понравившиеся дизайн-проекты. На основе всех избранных дизайнов были созданы их компьютерные версии, известные как «аниматики». Бен Бертт и Лукас вместе создавали подобные сцены, чтобы увидеть их до того, как начнутся съёмки самого фильма. Предвизуализация показывала сцену с созданными с помощью компьютера окружением и персонажами. Стивен Спилберг также помогал отделам художников и предвизуализации для создания некоторых сцен. Позже на основе материалов предвизуализации строились различные декорации, создавались необходимые предметы и шились костюмы.
Одновременно с этим актёры Хейден Кристенсен и Юэн Макгрегор активно тренировались с постановщиком трюков Ником Гиллардом, чтобы исполнить важнейшую во всей саге дуэль на световых мечах. В дополнение к собственно съёмкам в фильме они на протяжении многих месяцев постоянно репетировали дуэль друг с другом. Как и в предыдущих двух приквелах, все битвы на световых мечах актёры выполняли сами. В результате многомесячной практики скорость Энакина и Оби-Вана во время дуэли та же, что и в фильме, без цифрового ускорения. Тем не менее, из сцены были удалены отдельные кадры, чтобы ускорить некоторые атаки.
Первая снятая сцена, ставшая финальной в фильме, была снята ещё в 2000 году во время съёмок «Атаки клонов». Основные съёмки начались 30 июня 2003. Фильм был полностью снят в павильонах Fox Studios Australia в Сиднее, хотя задние планы для сцен снимались по всему миру. Горы, которые видны на Кашиике, были сняты в Пхукете (Таиланд). Съёмочной команде повезло заснять извержение вулкана Этна в Италии, и эти съёмки позже были добавлены в сцены на Мустафаре.
«Месть ситхов» стал первым фильмом в саге, в котором роли Энакина Скайуокера и Дарта Вейдера исполнял один и тот же актёр. По словам Хейдена Кристенсена, вначале предполагалось просто надеть костюм Дарта Вейдера на «любого высокого парня». Но после «уговоров и мольбы» актёра Джордж Лукас согласился сделать костюм Вейдера специально под Кристенсена. Кристенсену (который на 15 см ниже Дэвида Проуза) приходилось смотреть сквозь мундштук шлема.
Во время съёмок ключевых сцен Лукас обычно использовал термины «камера А» и «камера В», или «техника V» — процесс, который включает съёмку с двумя и более камерами в одно и то же время с разных углов[значимость факта?].
Использование HD-технологии позволило отправлять отснятый материал на монтаж непосредственно в день съёмок. Так, сцены на Мустафаре были сразу же посланы Роджеру Бартону, который находился в Сиднее, остальные сцены отправлялись Бену Бертту в Калифорнию.
Отдел спецэффектов начал работу ещё во время съёмок фильма и продолжил после их окончания. Спецэффекты были созданы с использованием практически всех известных форматов, включая модельную работу, CGI и практические эффекты. Добавление созданных эффектов в фильм заняло более двух лет. «Месть ситхов» поставил рекорд по числу спецэффектов в одном фильме: 2151.
Как сообщается в фильме «Within a Minute», бонусном ролике на DVD, в «Мести ситхов» были задействованы 910 художников и 70 441 человеко-часов для создания дуэли на Мустафаре.
В окончательную версию фильма не вошла сцена, в которой группа сенаторов, включая Падме, планирует организовать Альянс, чтобы предотвратить получение канцлером ещё большей власти. В этой сцене присутствует молодая Мон Мотма в исполнении Женевьев О’Рейлли.
Фильм имеет бюджет 113 миллионов долларов, став, таким образом, наиболее затратным фильмом из всех трёх приквелов.

### Неосуществлённое переиздание в 3D
28 сентября 2010 года было объявлено, что все шесть фильмов будут преобразованы в 3D-формат. Их планировалось переиздавать в порядке внутренней хронологии, начиная с первого эпизода, который был выпущен в феврале 2012 года. «Месть ситхов» планировалось повторно издать в октябре 2013 года, однако в связи с покупкой компанией The Walt Disney Company 30 октября 2012 года компании Lucasfilm и сообщением о выпуске нового эпизода «Звёздных войн» в 2015 году от этой идеи было решено отказаться и пустить все силы на работу над новой трилогией.

## Музыка

### Список композиций
| №                   | Название                                     | Длительность |
| ------------------- | -------------------------------------------- | ------------ |
| 1.                  | «Star Wars and The Revenge of the Sith»      | 7:31         |
| 2.                  | «Anakin's Dream»                             | 4:46         |
| 3.                  | «Battle of the Heroes»                       | 3:42         |
| 4.                  | «Anakin's Betrayal»                          | 4:04         |
| 5.                  | «General Grievous»                           | 4:07         |
| 6.                  | «Palpatine's Teachings»                      | 5:25         |
| 7.                  | «Grievous and the Droids»                    | 3:28         |
| 8.                  | «Padmé's Ruminations»                        | 3:17         |
| 9.                  | «Anakin vs. Obi-Wan»                         | 3:57         |
| 10.                 | «Anakin's Dark Deeds»                        | 4:05         |
| 11.                 | «Enter Lord Vader»                           | 4:14         |
| 12.                 | «The Immolation Scene»                       | 2:42         |
| 13.                 | «Grievous Speaks to Lord Sidious»            | 2:49         |
| 14.                 | «The Birth of the Twins and Padmé's Destiny» | 3:37         |
| 15.                 | «A New Hope and End Credits»                 | 13:06        |
| Общая длительность: | Общая длительность:                          | 1:11:53      |

## Реакция
Фильм был принят критиками и публикой намного теплее, чем предыдущие два приквела. Rotten Tomatoes выставил рейтинг 82 %, основанный на 229 обзорах, тогда как Эпизод I и Эпизод II получили 63 % и 66 % соответственно. Некоторые критики заявили, что этот фильм лучший в серии приквелов, тогда как другие заявили, что это лучший фильм со времён Эпизода V. А. О. Скотт из The New York Times сказал, что это был «лучший из четырёх эпизодов, которые снял мистер Лукас».
Больше всего критики по поводу фильма было направлено на романтические сцены. Критики считают, что Лукас отвратительно пишет диалоги. В этом покаялся и сам Лукас, когда получал награду от American Film Institute.
Также как и в предыдущих приквелах, критиковали плохую игру актёров, использование ярких эффектов и попытку быть одновременно и детским, и взрослым фильмом. Часто говорят, что фильм имеет множество дыр в сюжете. В частности, фантаст Сергей Лукьяненко опубликовал в своём блоге ироническую рецензию на фильм: «Я мстю, и мстя моя страшна». В этой рецензии Лукьяненко в пародийной форме пересказывает содержание фильма, критически отмечая недостатки сюжета (часто называя таковыми нелогичные, но укладывающиеся в концепцию «ЗВ» элементы), но положительно отзываясь о технической стороне съёмок.
Макдермид в роли Палпатина был в целом положительно оценён критиками. Тодд Маккэрти из Variety комментирует: «Развлекая от начала до конца и даже приводя в восторг время от времени». Писатель из The Village Voice пишет, что «Иэн Макдермид смахивает на вампира, который предлагает вечную жизнь взамен рабства».
«Эпизод III» заработал около 850 миллионов долларов, став вторым по мировым кассовым сборам в 2005 году после фильма «Гарри Поттер и Кубок огня» (при этом по сборам в Северной Америке «Месть ситхов» уверенно заняла первое место).

### Награды
Несмотря на положительные обзоры, «Месть ситхов» получил меньше всего номинаций по сравнению с предыдущими приквелами.
Впрочем, также фильм получил и меньше всего номинаций на антипремию «Золотая малина», только одну для Хейдена Кристенсена как худшего актёра второго плана (имелось в виду появление Кристенсена в доспехах Дарта Вейдера), которую он «выиграл». Кристенсен также получил награду «Лучший злодей» на MTV Movie Awards.
«Месть ситхов» — единственный фильм в серии «Звёздные войны», не номинированный на премию «Оскар» в категории «Лучшие спецэффекты», но тем не менее фильм был номинирован за «Лучший грим» для Дэйва Элси и Никки Гулей. Фильм выиграл награду «Лучший фильм» на People’s Choice Awards, Academy of Science Fiction, Fantasy & Horror Films, Empire Awards и Teen Choice Awards.

## Вырезанные сцены
Первоначально фильм длился почти 4 часа и включал множество более длинных диалогов и сцен Приказа 66, погони Оби-Вана за Гривусом, дуэли Дарта Вейдера с Оби-Ваном и другие. Позднее часть вырезанных сцен появилась в каноничной новеллизации и расширенной DVD-версии. Часть вырезанных сцен также появляется в одноимённой видеоигре, разрабатывавшейся параллельно со съёмками фильма и изданной за две недели до его выхода.

### Битва над Корусантом
Большая часть вырезанных сцен приходится на битву над Корусантом. Изначальная сцена миссии по спасению канцлера Палпатина занимала более часа экранного времени.

### Убийство Шаак Ти
Первоначально джедай Шаак Ти была пленена Гривусом, которая была им убита на глазах у Оби-Вана и Энакина. В другой вырезанной сцене её убивает Дарт Вейдер во время резни в храме джедаев. Позднее момент смерти Шаак Ти от светового меча Вейдера был запечатлён в видениях Йоды в 6 сезоне 11 серии мультсериала Войны Клонов, тем самым став каноническим.

### Разговор Винду, Оби-Вана и Йоды
В храме джедаев Мейс Винду, Оби-Ван Кеноби и Йода обсуждают нависающую угрозу над джедаями из-за установления контроля над орденом. У джедаев появляются подозрения насчёт заговора со стороны Палпатина, однако им необходимы доказательства. Йода говорит, что будущее джедаев под вопросом, джедаи также обсуждают возможный план ареста канцлера, в случае если тот не прекратит войну после пленения Гривуса.

### Делегация 2000
Из фильма была полностью вырезана сюжетная линия с зарождением Альянса повстанцев. В сценах показана тревога сенаторов в связи с усилением власти Палпатина и снижением влияния Сената путём внесения поправок в конституцию и учреждением должности губернатора звёздной системы. Падме Амидалой, Бейлом Органой и Мон Мотмой была создана делегация из 2000 сенаторов, протестующих против внесения поправок. Падме, однако, вначале колебалась, так как Палпатин являлся её соотечественником. Падме также хотела объединить Делегацию с Орденом джедаев, однако её убедили подождать, пока петиция не будет подана и голоса делегации не будут официально услышаны в Сенате. В сцене с участием Делегации 2000 также было показано отчуждение Энакина от Падме из-за его приближённости к канцлеру и паранойи Энакина о замыслах Падме, посеянной Палпатином. Позднее Лукас пожалел об удалении этих сцен из фильма. Сцены с участием Делегации 2000 являются каноническими.

## Кинематографические и литературные намёки
В «Мести ситхов» множество ссылок на различные фильмы, мифологические мотивы, военные события и другие подобные эпизоды.
Многое в фильме похоже на шекспировского «Отелло». В «Отелло» Яго манипулирует главным героем, заставляя его поверить, что его жена изменила ему с его командиром. В «Мести ситхов» Энакин верит, что Падме предала его Оби-Вану (и, как и Отелло, пытается её задушить).
Некоторые моменты сюжета, включая создание Палпатином его собственного «монстра» (Дарта Вейдера), и особенно последняя сцена, очень похожи на сюжет «Франкенштейна». Палпатин даёт умирающему Энакину вторую жизнь, заменяя отрезанные части тела протезами.

## Новеллизация
Новелизацией фильма занимался Мэтью Стовер. Из-за того, что сотрудники Lucasfilms постоянно вносили правки в сценарий, в том числе и во время съёмок фильма, в некоторых моментах, таких как арест канцлера Палпатина или сражение магистра Йоды с Императором, книга немного противоречит фильму. В книге много описаний мыслей персонажей и их чувств, к тому же детально разобраны отношения между Энакином и Палпатином; больше диалогов, чем в фильме, включая разговор между Графом Дуку и Дартом Сидиусом, в котором читатель может понять, что Сидиус много лгал Дуку о том, какова будет Империя на самом деле. В книге также присутствует множество небольших деталей, которые могут быть интересны фанатам саги, например, позывной Энакина в битве за Корусант звучит также, как позывной Люка в битве за Явин — Красный 5.
В книге более подробно и натуралистично рассказано о резне в храме джедаев.

## Видеоигра
Игра, основанная на фильме, вышла 5 мая 2005, за две недели до фильма. Игра содержит практически все сцены из фильма. Большую часть игры занимают сражения на световых мечах в роли Энакина или Оби-Вана. Также присутствует режим игры вдвоём «друг против друга» и «в команде». Одной из возможностей в игре является альтернативная концовка, в которой Энакин убивает Оби-Вана, после чего, получив от Палпатина красный меч и убив и его, становится правителем Галактики.